# Friedrich Hoßbach
Friedrich Hoßbach (22 de novembro de 1894 - 10 de setembro de 1980) foi um general alemão que serviu no Deutsches Heer durante a Segunda Guerra Mundial. Foi condecorado com a Cruz de Cavaleiro da Cruz de Ferro com Folhas de Carvalho.

## Condecorações
| Nome                                                                 | Data                                                             |
| -------------------------------------------------------------------- | ---------------------------------------------------------------- |
| Cruz de Ferro (1914) 2ª Classe                                       | 26 de setembro de 1914                                           |
| Cruz de Ferro (1914) 1ª Classe                                       | 26 de maio de 1916                                               |
| Distintivo de Feridos (1914) em Preto                                |                                                                  |
| Cruz Hanseática de Hamburgo                                          |                                                                  |
| Cruz do Mérito Militar 3ª Classe com Decoração de Guerra (Áustria)   |                                                                  |
| Cruz de Honra da Guerra Mundial 1914/1918                            |                                                                  |
| Medalha dos Sudetos                                                  |                                                                  |
| Cruz de Ferro (1939) 2ª Classe                                       | 11 de maio de 1940                                               |
| Cruz de Ferro (1939) 1ª Classe                                       | 30 de maio de 1940                                               |
| Distintivo de Honra do Exército                                      | 22 de julho de 1941                                              |
| Medalha da Frente Oriental                                           |                                                                  |
| Cruz de Cavaleiro da Cruz de Ferro                                   | 7 de outubro de 1940                                             |
| Cruz de Cavaleiro da Cruz de Ferro com Folhas de Carvalho nº 298     | 11 de setembro de 1943                                           |
| Mencionado três vezes na Wehrmachtbericht                            | 18 de outubro de 1943, 6 de abril de 1944, 31 de outubro de 1944 |
| Condecoração por Longo tempo de Serviço na Wehrmacht, 4ª a 1ª Classe |                                                                  |